# Wiejkówko
Wiejkówko [vjɛi̯ˈkufkɔ] (German Klein Weckow) là một ngôi làng thuộc khu hành chính của Gmina Wolin, thuộc hạt Kamień, West Pomeranian Voivodeship, ở tây bắc Ba Lan. Nó nằm khoảng 6 kilômét (4 mi) phía đông nam của Wolin, 21 km (13 mi) phía tây nam Kamień Pomorski và 43 km (27 mi) phía bắc thủ đô khu vực Szczecin.